# Coelotes unicatus
Coelotes unicatus là một loài nhện trong họ Amaurobiidae.
Loài này thuộc chi Coelotes. Coelotes unicatus được Takeo Yaginuma miêu tả năm 1977.